# Byalahalli, Kolar
Byalahalli là một làng thuộc tehsil Kolar, huyện Kolar, bang Karnataka, Ấn Độ.